# Enkei
Enkei (japanska: 延慶?, Enkei, även Enkyō el.Engyō), 1308–1311, är en period i den japanska tideräkningen. Kejsare var Hanazono. Shoguner var prins Hisaaki och Morikuni Shinnō.
Namnet på perioden är hämtat från ett citat ur Hou Hanshu.